# Garcorops jocquei
Garcorops jocquei là một loài nhện trong họ Selenopidae.
Loài này thuộc chi Garcorops. Garcorops jocquei được J. A. Corronca miêu tả năm 2003.